# Malleola sylvestris
Malleola sylvestris är en orkidéart som först beskrevs av Henry Nicholas Ridley, och fick sitt nu gällande namn av Leslie Andrew Garay. Malleola sylvestris ingår i släktet Malleola och familjen orkidéer. Inga underarter finns listade i Catalogue of Life.